# Dankort
Dankort – duńska karta płatnicza.

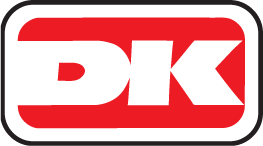
Logo Dankort

Każdy bank w Danii ma możliwość wystawić kartę Dankort dla swoich klientów. Niektóre banki nie wystawiają karty Dankort dla niesprawdzonych klientów. Klient występujący o kartę musi być wiarygodnym, gdyż system nie sprawdza stanu konta przed transakcją płatności i kartę łatwo można zadłużyć. Dlatego też karta ta jest wydawana tylko klientom powyżej osiemnastego roku życia. W niektórych przypadkach bank może wydać kartę dla klienta niepełnoletniego, ale tylko za zgodą rodziców.
W Danii często karta Dankort jest wydawana jako typ 2 w 1. Taka karta nazywa się Visa/Dankort i jest połączeniem karty Dankort oraz karty Visa. Dankort służy płatnościom w Danii, a Visa płatnościom za granicą.